# Aittasaari (ö i Jottijävri, Utsjoki)
Aittasaari, enaresamiska: Áitesuolu, är en ö i Finland. Den ligger i sjön Jottijävri och i kommunen Utsjoki i den ekonomiska regionen Norra Lappland och landskapet Lappland, i den norra delen av landet, 1 000 km norr om huvudstaden Helsingfors. Öns area är 1,5 hektar och dess största längd är 170 meter i öst-västlig riktning.